# Companyia Reial del Senegal
La Companyia Reial del Senegal (Compagnie Royale du Sénégal) coneguda també com a segona Companyia del Senegal, fou una companyia comercial francesa que va administrar les possessions franceses de la regió del riu Senegal i del Cap Verd (i Albreda al riu Gàmbia). Va substituir el 1895 a la Companyia de Guinea quan aquesta va fer fallida.
El director de la Companyia de Guinea, Jean Bourguignon, va seguir al front de l'administració, però era considerat incompetent i el 1697 fou destituït. Llavors es va nomenar un gran administrador, André Brüe, fill d'armadors de La Ciotat (prop de Marsella), de 43 anys. Va tenir una bona gestió, i va explorar el Bambouk (en diverses expedicions fins al 1723). El 1701 fou fet presoner per Lat Soukabé, 14è damel del Cayor, però fou alliberat al cap de dotze dies contra el pagament d'un rescat. El 1702 el va substituir Joseph Le Maitre i a aquest el 1706 l'antic director Michel Jajolet de La Courbé.
El 1709 la companyia es va vendre a la Companyia de Rouen per 240.000 lliures.